# 紋別ドレスメーカー専門学校
紋別ドレスメーカー専門学校 （もんべつドレスメーカーせんもんがっこう）とは、北海道紋別市本町2丁目2－11にあった私立の専修学校である。

## 沿革
- 1936年　新谷洋裁研究所として開設
- 1945年　紋別市本町2丁目に校地移転
- 1948年　紋別文化服装洋裁女学校に校名変更。杉野学園ドレスメーカー女学院認証校となる。
- 1953年　紋別高等女学校に校名変更
- 1976年　専修学校として昇格し、紋別ドレスメーカー専門学校に校名変更[1]
- 1986年　専門学校内にパソコン教室を設置[2]
- 1991年　専門学校初のパソコン教室（表計算教室・データベース教室）が、リカレント教育の指定を受ける[3]
- 2017年6月　廃校[4]。廃校後は、辻学院となる。

## 学科
- 専門課程学科（2年）
  - 服飾造形科
  - ファッションビジネス科
  - アパレル技術科
  - 高度アパレル科

- 高等課程学科（3年）
  - アパレルデザイン科[5]

なお、専門学校卒業を目指す専門課程（2年）、中学校卒業者を対象とした高等課程（3年）、一般社会人を対象とした一般課程（1年）が設置されていた。

## 歴代校長
- 辻嬉勲子（1936年～2009年頃）
- 辻英明（2009年頃～2017年）

## 所在地
- 北海道紋別市幸町3丁目（1936～1945）
- 北海道紋別市本町2丁目2-11（1945～2017）[6]